# Jacques Antoine Bernard
Jacques Antoine Bernard (París, 11 de abril de 1880 - París, 26 de octubre de 1952) fue pretendiente al trono de La Araucanía y la Patagonia bajo el nombre de Antonio III, entre 1916 y 1951.

## Biografía
Hijo de Louis Marie Bernard (f. 1907) y Laure Thérèse Cros (1856-1916), hija de Antoine Hippolyte Cros, Jacques Alexandre Antoine Bernard nació en París el 11 de abril de 1880, siendo el segundo hijo del matrimonio Bernard-Cros.
En 1907 se casó en París con Andree Emilie Coquelin, de quien se divorció años después para casarse, en 1915, con Suzanne Anna Eugénie Legat. Fruto de su primer matrimonio nació, en 1907 Jacques Andree Bernard (1907-1972).
Con la muerte de su madre en 1916, Jacques Antoine fue proclamado pretendiente al trono del Reino de la Araucanía y la Patagonia, bajo el nombre de Antonio III, "duque de Kialeou" y "conde de Alsena". Ese mismo año, y fruto de su segundo enlace, nace su hijo Michel Bernard Legat.
En 1931, y tras divorciarse de su segunda esposa, se casó en París con Ingrid Möller. Del enlace nació una hija, Marie Laure Bernard. En 1942, el tercer matrimonio de Jacques Antoine Bernard acabó en divorcio.

## Sucesión
El 27 de agosto de 1873, el Tribunal Penal de París dictaminó que Antoine de Tounens, el primer rey de Araucanía y Patagonia, no justificó su estado como soberano.
Después de la muerte de Jacques Antoine Bernard en París, el 26 de octubre de 1952, Philippe Boiry afirmó que Jacques Antoine Bernard había abdicado a su favor y se declaró pretendiente al trono de Araucania y Patagonia bajo el título "Principe Philippe".
En 1996,  Philippe Boiry, pretendiente al trono de la Araucanía y la Patagonia demandó en el tribunal de París a un periodista argentino que declara que « el rey de la Patagonia fue un impostor y sus títulos tan falsos como su presunta majestad ». El caso es desestimado por el juez que despidió a Philippe Boiry sobre la base de que los elementos producidos no permiten reconocer sus reclamos al título de rey de Araucania y Patagonia.
Los pretendientes al trono de la Araucanía y la Patagonia son llamados monarcas y soberanos de la fantasía, «teniendo solo fantasiosas pretensiones de un reino sin existencia legal y sin reconocimiento internacional».